# Bewijs (civiel recht)
Het civielrechtelijk bewijsrecht is het geheel van rechtsregels die ertoe strekken om de rechter in een civiele procedure een redelijke mate van zekerheid te verschaffen omtrent de door partijen gestelde feiten, opdat deze tot de overtuiging komt dat de feiten zijn aangetoond.
De regels van het civielrechtelijk bewijsrecht kennen in het algemeen andere voorwaarden dan de regels van het strafrechtelijk bewijsrecht.
Beginselen van bewijsrecht zijn al bekend uit de oudheid, bijvoorbeeld uit de Codex Hammurabi van circa 1780 v. Chr.

## België
In België is het burgerlijk bewijsrecht geregeld in boek 8 van het Burgerlijk Wetboek, dat de artikelen 8.1 tot 8.39 bevat. Boek 8 is in werking getreden op 1 november 2020. Voordien werd het bewijsrecht geregeld in de artikelen 1315 tot 1369 van het Oud Burgerlijk Wetboek.

### Algemene bepalingen

#### Aanvullend recht
In principe is boek 8 BW van aanvullend recht, wat betekent dat partijen er in beginsel van mogen afwijken. Op dit principe bestaan enkele uitzonderingen. Zo is het niet mogelijk om af te wijken van de regels aangaande:
- de bewijswaarde van een factuur tegen een niet-onderneming (art. 8.4, tweede lid BW);
- de bewijswaarde van een authentieke akte (art. 8.17, eerste lid BW) en;
- de bewijswaarde van een rechtshandeling houdende een eenzijdige verbintenis tot betalen (art. 8.21 BW).

#### Voorwerp van het bewijs
Partijen hoeven niet alles te bewijzen. Art. 8.3 BW schrijft immers voor dat zowel feiten als rechtshandelingen in principe enkel moeten worden bewezen wanneer ze aangevoerd en betwist zijn. Bovendien moeten algemeen bekende feiten of ervaringsregels, zoals bijvoorbeeld het feit dat water kookt op 100 °C., niet worden bewezen. Evenmin moeten partijen bewijzen wat het recht is, zelfs als gaat het om buitenlands recht, wat een verankering is van het Latijns juridisch adagium iura novit curia.

#### Bewijslast
De bewijslast van feiten en rechtshandelingen rust in principe op de partij die deze feiten of rechtshandelingen aanvoert (actori incumbit probatio). In uitzonderlijke gevallen, wanneer de toepassing van dit principe kennelijk onredelijk zou zijn, kan de rechter evenwel de bewijslast omkeren.

#### Bewijsstandaard
In principe moet een partij het bewijs van de door haar aangevoerde feiten en rechtshandelingen leveren met een redelijke mate van zekerheid.
Deze regel kent twee nuances, namelijk enerzijds voor negatieve feiten en anderzijds voor positieve feiten waarvan het vanwege de aard zelf van het te bewijzen feit niet mogelijk of niet redelijk is om een zeker bewijs te verlangen. In beide gevallen kan de partij die de bewijslast draagt genoegen nemen met het aantonen van de waarschijnlijkheid van die feiten. Deze nuances doen echter geen afbreuk aan de plicht voor alle partijen om mee te werken aan de bewijsvoering.

#### Wettelijke vermoedens
Soms legt de wet zelf bepaalde vermoedens op, wat de partij die er voordeel uit haalt, ontslaat van zijn taak om het bewijs te leveren. Zo bevat de Euthanasiewet van 28 mei 2002 bijvoorbeeld het vermoeden dat personen die overlijden ten gevolge van euthanasie die is verlopen volgens de wettelijke voorwaarden, wordt geacht een natuurlijke dood te zijn gestorven wat betreft de uitvoering van de overeenkomsten waarbij hij partij was. Dit kan van belang zijn bij onder meer verzekeringsovereenkomsten.
Wettelijke vermoedens kan men in principe weerleggen, tenzij:
- wanneer de wet anders bepaalt;
- wanneer het wettelijk vermoeden leidt tot de nietigheid van een rechtshandeling, of;
- wanneer het wettelijk vermoeden leidt tot de niet-toelaatbaarheid van een rechtsvordering.

### Toelaatbaarheid van de bewijsmiddelen

#### Vrij bewijs en gereglementeerd bewijsstelsel
In principe kan een partij het bewijs leveren met alle bewijsmiddelen. Boek 8 BW kent volgende bewijsmiddelen: bewijs door geschrift, getuigenbewijs, vermoedens, de bekentenis en de eed.
Partijen kunnen alle middelen van recht aanwenden om een feit te bewijzen.
Voor rechtshandelingen daarentegen geldt er een zogenaamd gereglementeerd bewijsstelsel. Rechtshandelingen met een waarde van meer dan 3.500,00 euro moeten partijen immers bewijzen met een geschrift. De wet definieert een geschrift als een geheel van alfabetische tekens of van enige andere verstaanbare tekens aangebracht op een drager die de mogelijkheid biedt toegang ertoe te hebben gedurende een periode die is afgestemd op het doel waarvoor de informatie kan dienen en waarbij de integriteit ervan wordt beschermd, welke ook de drager en de transmissiemogelijkheden zijn. De Koning kreeg de bevoegdheid toegekend om dit bedrag eventueel aan te passen aan de evolutie van de levenskosten of de sociale noden. Als het niet mogelijk is om de rechtshandeling te waarderen, dan mag het bewijs worden geleverd met alle bewijsmiddelen.

#### Uitzonderingen op het gereglementeerd bewijsstelsel
Boek 8 BW voorziet enkele uitzonderingen op het principe van het gereglementeerd bewijsstelsel voor rechtshandelingen met een waarde van meer dan 3.500,00 euro. Er zijn uitzonderingen in geval van:
- bewijs van eenzijdige rechtshandelingen;[17]
- bewijs door en tegen ondernemingen;[18]
- onmogelijkheid om te bewijzen;[19]
- ofwel een begin van geschreven bewijs aangevuld met een ander bewijsmiddel, ofwel een bekentenis, ofwel een beslissende eed,[20] of;
- bewijs door en tegen derden.[21]

### Bewijsmiddelen

#### Bewijs door ondertekend geschrift

##### Authentieke akte
Een authentieke akte is een geschrift dat in de wettelijke vorm is verleden voor een openbare of ministerieel ambtenaar die de bevoegdheid en hoedanigheid heeft om te instrumenteren. Voorbeelden van authentieke akten zijn de akten van de burgerlijke stand of notariële akten.
Authentieke akten hebben een sterke wettelijke bewijswaarde. Een authentieke akte levert immers tot betichting van valsheid een bewijs op van wat de openbare of ministeriële ambtenaar persoonlijk heeft verricht of vastgesteld, zonder dat het voor partijen mogelijk is om daarvan af te wijken. Iedere overeenkomst die afwijkt van deze regel is namelijk nietig. Bovendien levert een authentieke akte levert een volledig bewijs op van de overeenkomst die erin is vervat, en dit zowel tussen de partijen als ten aanzien van diens erfgenamen en rechtverkrijgenden.

##### Onderhandse akte
Een onderhandse akte is een geschrift dat rechtsgevolgen beoogt, dat door de partij(en) wordt ondertekend met de bedoeling om met de inhoud ervan in te stemmen, en dat geen authentieke akte is. Een onderhandse akte levert een bewijs op van de overeenkomst die erin is vervat, zowel tussen de ondertekenaars als ten aanzien van diens erfgenamen en rechtverkrijgenden. Partijen kunnen echter hun handschrift of ondertekening ontkennen.
Bovendien kan een onderhandse akte aangaande ene wederkerige overeenkomst slechts bewijs opleveren zo deze is opgemaakt in zoveel originelen als er partijen zijn met een onderscheiden belang. Wie echter het contract geheel of gedeeltelijk heeft uitgevoerd, kan zich niet op die laatste regel beroepen. Deze regels zijn evenwel niet van toepassing op contracten die zijn afgesloten via briefwisseling, hetzij verstuurd via de post, hetzij elektronisch.
Verder gelden er bijzondere regelingen voor rechtshandelingen houdende een eenzijdige verbintenis tot betalen en omtrent de vaste datum van onderhandse akten.

##### Advocatenakte
Een bijzondere vorm van een onderhandse akte is de advocatenakte. Dit is een akte die wordt medeondertekend door de advocaten van alle partijen, waarbij elke partij met een onderscheiden belang door een andere advocaat moet worden bijgestaan. Door de akte mede te ondertekenen, verklaart de advocaat dat hij of zij de partij of partijen die hij bijstaat, volledig heeft ingelicht over de rechtsgevolgen van die akte. Advocatenakten leveren volledig bewijs op van het geschrift en van de handtekening van de bij de akte betrokken partijen, en dit zowel onderling als tegenover hun erfgenamen of rechtverkrijgenden.

#### Overige bewijsmiddelen
De overige bewijsmiddelen die door Boek 8 BW worden geregeld, zijn:
- wat het bewijs door ondertekend geschrift betreft:
  - de vermelding van de betaling op een akte of een dubbel ervan;[34]
  - de afschriften en;[35]
  - de vrijwillige teruggave van de akte door de schuldeiser aan de schuldenaar.[36]
- het getuigenbewijs;[37]
- de feitelijke vermoedens;[38]
- de bekentenis[39] en;
- de eed.[40]

## Nederland
Het bewijs in het Nederlandse burgerlijk procesrecht is geregeld in het Wetboek van Burgerlijke Rechtsvordering. Ten aanzien van het bewijs hanteert men een zogeheten open systeem. Dit hangt samen met het accusatoire karakter van het civiele recht. In het Nederland burgerlijk recht heeft niet de waarheidsvinding de hoogste prioriteit, maar wordt uitgegaan van hetgeen de partijen aandragen. Op grond van het autonomiebeginsel wordt ervan uitgegaan dat partijen zelf hun belangen dienen te behartigen op de wijze die zij verkiezen. Daarbij bepalen zij tot op grote hoogte zelf het onderwerp van het geschil en de feiten die zij als relevante rechtsfeiten aandragen. De rechter heeft hierbij een hoofdzakelijke "lijdelijke" rol. Ten aanzien van de bewijsmiddelen is er geen beperking tot vijf categorieën zoals in het strafrecht. In beginsel zijn alle bewijsmiddelen mogelijk. Ook geldt dat feiten die door de ene partij zijn gesteld en door de andere partij niet of onvoldoende zijn betwist, door de rechter als vaststaand beschouwd moeten worden. In beginsel zal de rechter dus niet om aanvullend bewijs vragen. Dit is wel nodig indien aanvaarding van de gestelde feiten zou leiden tot een rechtsgevolg dat niet ter vrije bepaling van de partijen staat.
Evenmin als in het strafrecht hoeven feiten of omstandigheden van algemene bekendheid bewezen te worden.
Het bewijsrecht geldt in de dagvaardingsprocedure en voor de verzoekschriftprocedure, tenzij de aard van de zaak zich hiertegen verzet.

## Frankrijk
In Frankrijk is het bewijs van verbintenissen geregeld in de artikelen 1353 tot 1386-1 van de Code civil (CC).